# Shere Hite

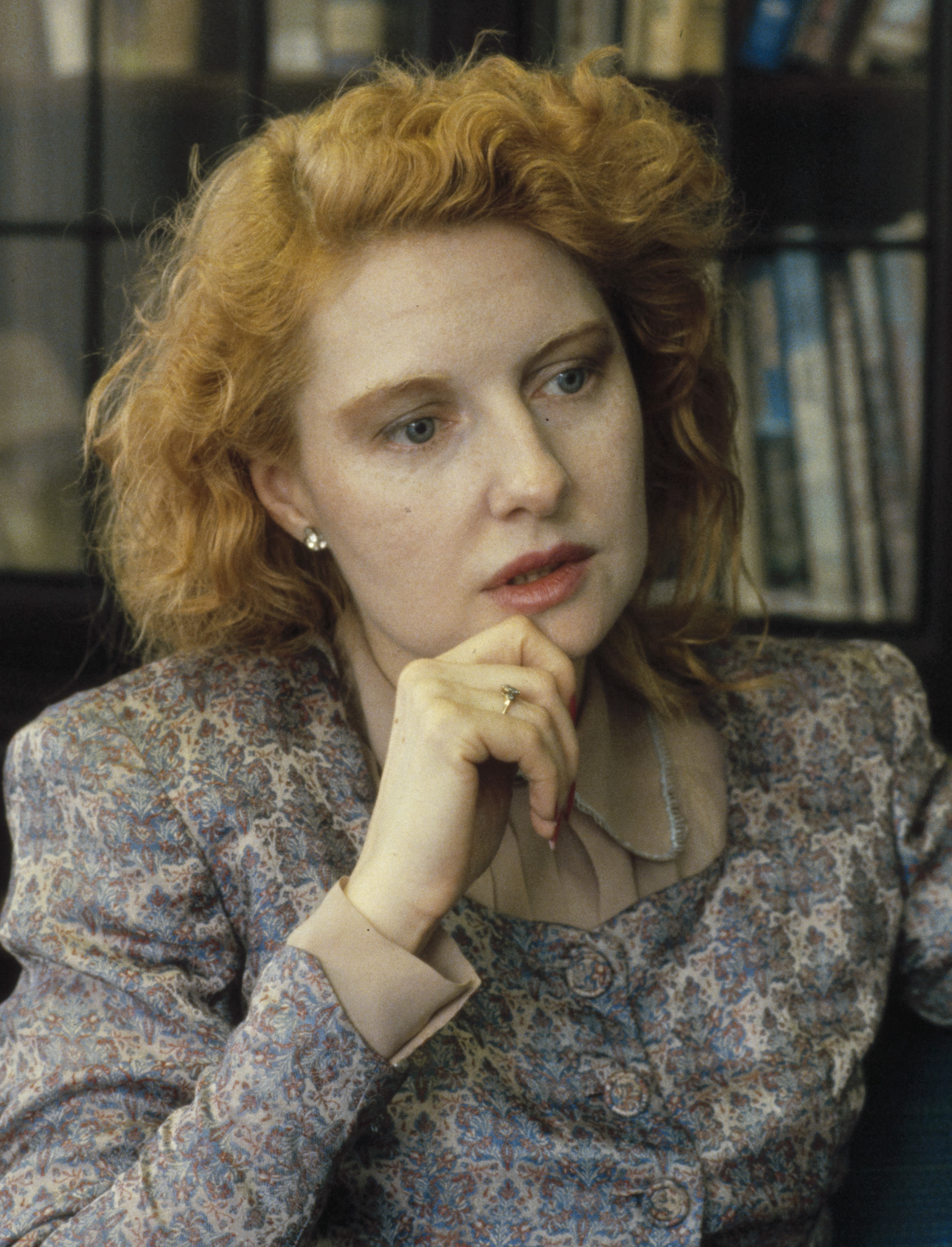
Shere Hite, 1981

Shere Hite (* 2. November 1942 in St. Joseph, Missouri, Vereinigte Staaten als Shirley Diana Gregory; † 9. September 2020 in Tottenham, Vereinigtes Königreich) war eine feministische Sexualwissenschaftlerin. 1996 nahm sie die deutsche Staatsangehörigkeit an.

## Leben und Tätigkeit
Shirley Diana Gregory, deren Eltern sich drei Jahre nach ihrer Geburt scheiden ließen, wurde später vom zweiten Ehemann ihrer Mutter adoptiert und erhielt so den Nachnamen Hite. Ihr Studium der Geschichte an der University of Florida schloss sie 1967 mit dem akademischen Grad Master of Arts ab. Bis 1969 belegte sie ein nicht abgeschlossenes Aufbaustudium der Sozialgeschichte an der Columbia University, das sie unter anderem mit nebenberuflicher Tätigkeit als Fotomodell finanzierte. Sie begründete den Abbruch ihres Promotionsstudiums mit der damaligen konservativen Grundhaltung an der Columbia University; später erwarb sie einen Doktorgrad (Ph.D.) an der Nihon-Universität in Tokio. 1972 bis 1978 leitete Shere Hite in New York City das mit der National Organization for Women zusammenarbeitende Feminist Sexuality Project. 1978 bis 1989 führte sie ihre eigene Forschungsstelle Hite Research International.
Bekannt wurde Shere Hite vor allem durch ihre sogenannten Hite-Reports (1976/77, 1981, 1987, 1994), in denen sie Sexualität, und hier besonders die weibliche, aus feministischer Sicht untersuchte und zu Resultaten kam, die den gängigen Moralvorstellungen und Eheidealen teilweise widersprachen. Aufsehen erregten unter anderem ihre Ergebnisse, dass Frauen deutlich häufiger masturbieren und außereheliche sexuelle Kontakte haben, als in der Gesellschaft vermutet. Der erste Teil des Reports war 1977 eines der meistverkauften Sachbücher. Vor allem konservative Kreise in den USA protestierten gegen diese aus ihrer Sicht provozierenden Studien. Hite sah sich zum Teil harschen Beschimpfungen, körperlichen Angriffen und sogar Morddrohungen ausgesetzt. Allerdings übten auch anerkannte Soziologen und seriöse Medien sachliche Kritik an den Reports. Vor allem warf man Hite Einseitigkeit ihrer Datenerhebung und unzureichende statistische Breite vor. Hite hatte Lehraufträge und Gastprofessuren zum Thema der weiblichen Sexualität unter anderem an der Harvard University, der University of Cambridge, der Sorbonne sowie in Japan.
1985 heiratete Shere Hite den deutschen Pianisten Friedrich Höricke, 1989 zog sie mit ihm nach Europa und lebte zeitweise in Köln; die Ehe bestand bis 1999. 1995 legte sie aus Frustration über die heftigen Anfeindungen aus ihrem Heimatland die US-Staatsbürgerschaft ab und nahm 1996 die deutsche Staatsangehörigkeit an, da sie die deutsche Gesellschaft für offener und aufgeschlossener gegenüber ihren Arbeiten hielt.
Shere Hite heiratete 2012 Paul Sullivan und lebte zuletzt mit ihm in London. Sie starb im September 2020 im Alter von 77 Jahren.
Ihr Leben wurde in dem Film The Disappearance of Shere Hite dokumentiert.

## Werke (Auswahl)
- Hite-Report: A Nationwide Study of Female Sexuality. Seven Stories Press, New York, London, Toronto, Melbourne, 1976.
  - Hite-Report: Das sexuelle Erleben der Frau. Übersetzung Karin Peters. Bertelsmann, München 1976, ISBN 978-3-570-02170-5.
- Weibliche Sexualität: von Frauen, für Frauen. Goldmann, München 1978, ISBN 978-3-442-11195-4.
- Hite-Report: Das sexuelle Erleben des Mannes. Bertelsmann, München 1982, ISBN 978-3-570-06471-9 (Orig. 1981).
- Frauen und Liebe: Der neue Hite Report. Goldmann, München 1990, ISBN 978-3-442-11679-9 (Orig. 1987).
- Keinen Mann um jeden Preis. Piper, München – Zürich 1992, ISBN 978-3-492-11226-0.
- Hite-Report: Erotik und Sexualität in der Familie. Droemer Knaur, München 1994, ISBN 978-3-426-77236-2.
- Fliegen mit Jupiter. Lübbe, Bergisch Gladbach 1995, ISBN 978-3-404-12376-6.
- Report in eigener Sache: mein Leben, Sex und Politik. Übersetzt von Xenia Osthelder und Bernd Rullkötter. Lübbe, Bergisch Gladbach 1996, ISBN 978-3-7857-0827-9 (Originaltitel: Deep in the Forest are the Dancing Deer, the Song of Myself).
- Wie Frauen Frauen sehen. Econ-und-List, München 1997, ISBN 978-3-612-26639-2.
- Sex & Business. Prentice Hall, München 2000, ISBN 978-3-8272-7000-9.
- Vom Stolz, eine Frau zu sein. mvg-Verlag, Frankfurt am Main 2003, ISBN 978-3-478-73092-1.